# Mačka ribič
Mačka ribič (lat. Prionailurus viverrinus) je životinja iz porodice mačaka, čije se stanište proteže kroz: Indokinu, Indiju, Pakistan, Šri Lanku, Sumatru i Javu. 
Krzno je maslinovo-sive boje s crnim točkama, raspoređenim u uzdužne pruge. Nos ove vrste je karakteristično spljošten. Veličina se razlikuje, ovisno o staništu: u Indiji, dužina je oko 80 cm, a težina oko 11,7 kg, dok je u Indoneziji, dužina oko 65 cm, a težina od oko 6 kg. Zdepaste su građe sa srednje-kratkim nogama i kratkim mišićavim repom, koji je dužine jedne do dvije polovine dužine ostatka tijela.
Kao i njen najbliži srodnik leopard mačka, mačka ribič živi pored rijeka, malih potoka i močvara sa šumom mangrova, a pošto često i vješto pliva, prilagođena je ovom staništu.
Glavna hrana ove mačke su ribe od kojih lovi oko 10 različitih vrsta. Također, lovi i druge vodene životinje, kao što su žabe ili riječni rakovi, ali i kopnene životinje, poput glodavaca i ptica. Kao i drugim sisavcima koji žive u poluvodenim sredinama, posebno građene šape joj omogućuju bolje kretanje u blatnjavom okruženju i vodi.